# Handianus amorphus
Handianus amorphus är en insektsart som beskrevs av Mitjaev 1969. Handianus amorphus ingår i släktet Handianus och familjen dvärgstritar. Inga underarter finns listade i Catalogue of Life.